# 니시노섬 (오가사와라 제도)

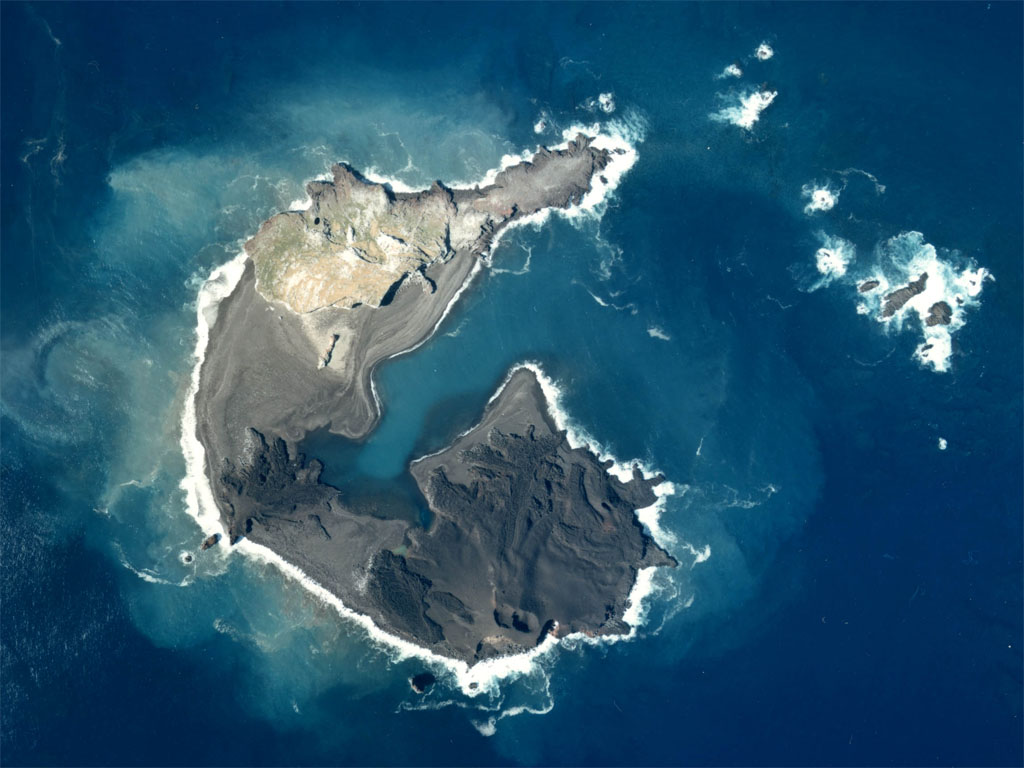
1978년 사진

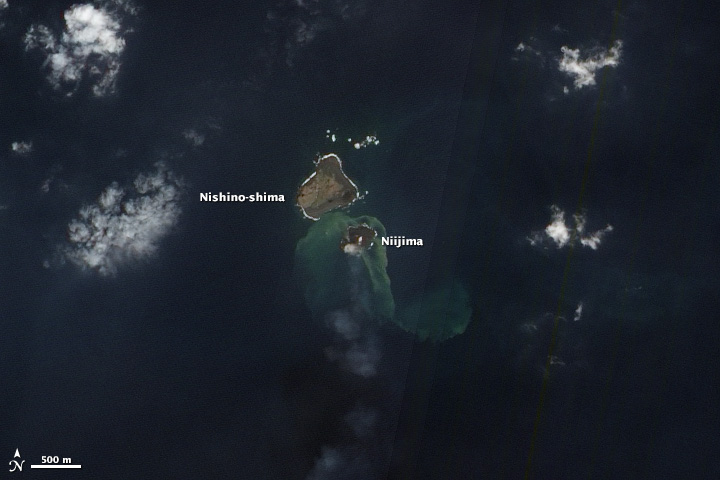
2013년 새로운 섬 사진

니시노섬(일본어: 西之島)은 태평양에 위치한 일본 가잔 열도의 화산섬이다. 1973년에 부근의 해저화산이 분화하여 새로운 섬이 생겨, 후에 니시노시마와 붙어, 일체화된 육지가 되었다. 그 때문에, 현재의 "니시노시마"의 호칭은, "니시노시마 신(新)섬"과 합쳐진 육지 전체를 지칭한다. 행정구역은 도쿄도 오가사와라촌이다.

## 지리
도쿄의 남쪽으로 약 1,000km, 지치지마섬의 서쪽으로 약 130km에 있다. 가잔 열도와 동일 열도에 속해있고, 부근은 해저 화산 활동이 활발하다. 니시노시마 화산체는 해저로부터 계측하면 높이가 4,000m인 대화산이지만, 해면에 나와있는 부분은 최상부에 불과하다.
1973년부터 1974년에 걸친 분화에 의해 새로운 섬이 생길 때까지 니시노시마(구섬)는 면적 0.07km2, 동서 650m, 남북 200m의 홀쭉한 섬이었다. 현재는, 분화 후의 침식과 퇴적의 결과로 새로운 섬과 일체화되었다. 1970년대는, "ㄷ"자 모양의 새로운 섬과 옛 섬 사이에 낀 만을 가진 구조의 섬이었으나. 퇴적작용으로 인해, 1982년에는 만 입구가 닫혀 완전히 일체화되었다. 원형의 섬이 되었다. 1999년 시점의 새로운 섬 부분의 면적은, 0.25km2이다. 현재는 새로운 섬과 옛 섬은 완전히 일체화되었다. 섬의 주위는 파도의 침식을 받아 절벽이 되고 있어, 상륙은 어렵다.
2013년 11월경, 니시노섬의 남남동쪽에서 새로운 화산분화가 일어나 12월 경에는 니시노섬과 새로운 분화가 합쳐져서 하나의 섬으로 되었다. 2014년 7~8월중으로는 분화가 동쪽으로 번져 섬이 더 확장되어 2014년 12월 경, 합쳐진 섬의 사이즈는 2013년 분화 이전의 면적의 8배인 2.3km2로 일본에서 발표하였고, 2015년에도 분화가 지속되고 있다.
2017년 4월부터 폭발적 분화가 다시 관측된 이래 2020년까지 지속되고 있다.

## 자연
니시노섬은 화산섬이며, 분화 이후 아직 시간이 경과하지 않았기 때문에, 식물종은 빈약하며 쇠비름, 왕바랭이, 부채갯메꽃, 돌피, 순비기나무 및 번행초의 6종 밖에 확인되고 있지 않다. 열대새나 푸른얼굴얼가니새, 큰제비갈매기, 흰배제비, 갈색얼가니새, 쐐기꼬리슴새, 검은등제비갈매기 같은 12종의 조류가 서식하며, 9종류의 번식이 확인되었다. 그 외에는 개미나 거미, 게의 생식이 확인되었다. 때문에, 2008년(헤이세이20년) 8월 1일에 국지정서지도조수보호구(집단번식지)에 지정되었다(면적 29ha, 전역이 특별보호지구).
2016년 10월에 실시된 환경조사에 따르면 재개된 분화로 인해서 서식하는 식물종은 6종에서 3종으로 줄고 곤충종도 감소하여 생태계는 매우 빈약하다.

## 역사
니시노섬은 지하수가 없고 농경에도 적합하지 않기 때문에, 조난선의 표류자 이외에는, 사람이 거주한 기록은 없다. 다만, 니시노시마에서 나오지 않는 반심성암으로 된, 23cm 정도의 돌이 토카이대학의 조사대에 채취되었다.
- 약 1000만년 전: 화산활동에 의해 섬이 탄생
- 1702년: 스페인의 범선 로사리오호가 발견하여, "로사리오섬"으로 명명
- 1801년: 영국의 군함 노틸러스호에 의해 "Disappointment섬"으로 명명
- 1904년: 일본이 "니시노섬"으로 명명
- 1911년: 해방함(海防艦) 마츠에(松江)가 측량을 실시했다
- 1973년: 4월 12일에 변색수가 확인됨. 같은 해 5월 30일 니시노섬 동쪽 600m 해저 화산의 분화가 있고, 같은해 9월 11일에 새로운 섬이 출현, 같은해 12월 21일에 "니시노시마 신(新)섬"이라 명명
- 1974년: 6월에는 새로운 섬과 옛 섬이 연결되어 있음을 확인되었다.
- 1975년: 새로운 속의 새로운 종 "니시노시마 비게[4](ニシノシマホウキガニ)"가 발견되었지만, 이후 섬 안에서는 사라졌다.
- 1982년: 만 입구가 닫혀 호수가 되었다.
- 2013년~2015년: 니시노섬의 남남동해안에서 분화가 시작되어 새로운 섬이 생기고 니시노섬과 합체됨
- 2017년: 분화가 재개됨

## 같이 보기
- 쉬르트세이섬
- 후쿠토쿠오카노바

## 참고 문헌
- 국기정서지도조수보존구역지정계획서(환경성) - 헤이세이 20년 5월 9일 환경성보도발표자료
- 국지정서지도조수보호구서지도특별보호지구지정계획서(환경성) - 헤이세이 20년 5월 9일 환경성 보도 발표 자료